# Abdelkader Benzaoui
Abdelkader Benzaoui (né le 26 octobre 1911 à Tighennif, Algérie, et mort le 22 juin 1979 à Oran, Algérie) est un joueur de football algérien qui a évolué d'abord au GC Mascara et  à l'USFA Tlemcen, puis à l'USM Oran après sept saisons à l'AGS Mascara entre 1927 et 1942.
Il a évolué également au sein de la sélection d'Oranie entre 1933 et 1940 au poste de défenseur.
À partir de 1962 il fera partie des instances du football oranien et présidera notamment le club du RC Oran.

## Palmarès
- Championnat de District de Bel-Abbès
  - Champion : 1926 avec le GC Mascara

- Championnat d'Oranie de Promotion : 
  - Champion : 1926 avec le GC Mascara

- Challenge de Guerre
  - Vainqueur : 1942 avec l'USM Oran